# Mateusz Krautwurst
Mateusz Krautwurst (ur. 2 maja 1986 w Przemkowie) – polski piosenkarz i producent muzyczny, wokalista zespołu The Positive.

## Życiorys

### Edukacja
Studiował Jazz i muzykę estradową na Wydziale Artystycznym Uniwersytetu Zielonogórskiego.

### Kariera
Rozpoczął karierę muzyczną w 2006, zostając liderem zespołu The Positive. W marcu 2008 wziął udział w jednym z odcinków programu Szansa na sukces, w którym dostał wyróżnienie za interpretację utworu „Moje paranoje” z repertuaru grupy Daab. W czerwcu wraz z zespołem wziął udział w koncercie Debiutów podczas 45. Krajowego Festiwalu Piosenki Polskiej w Opolu. Jesienią wziął udział w przesłuchaniach do programu Polsatu Fabryka Gwiazd, w którym zajął ostatecznie siódme miejsce.
W 2009 wystąpił z zespołem The Positive na festiwalu TOPtrendy 2009 podczas koncertu Trendy – z piosenką „Bond” zajęli szóste miejsce na dziewięciu uczestników. W październiku 2010 ponownie wziął udział w Szansie na sukces, tym razem zaprezentował utwór „Andrea Doria” z repertuaru Wojciecha Kordy i zespołu Niebiesko-Czarni. W lutym 2011 razem z The Positive wydał debiutancki album studyjny, również zatytułowany The Positive, na której pojawili się gościnnie m.in. Urszula Dudziak, Frenchy i Natalia Kukulska. W tym samym czasie wydał swoją debiutancką powieść, zatytułowaną Pojednanie. Składanie do całości. Na początku marca po raz trzeci wystartował w jednym z odcinków programu Szansa na sukces, który wygrał za interpretację utworu „Nie ma nas” zespołu Poluzjanci. We wrześniu wziął udział w przesłuchaniach do pierwszej edycji programu The Voice of Poland. Dostał się do odcinków „na żywo” i do finału, w którym zajął czwarte miejsce.
W maju 2014 wydał swój pierwszy, solowy album studyjny, zatytułowany Gdzieś pomiędzy. Płytę promował singlem „Niebezpiecznie”. 
W 2015 wraz z Kasią Dereń nagrał singel „Something Special”, do którego nakręcono oficjalny teledysk w Rio de Janeiro. 

## Dyskografia

### Albumy studyjne
- The Positive (2011; razem z The Positive)
- Gdzieś pomiędzy (2014)